# 皮拉爾 (新墨西哥州)
皮拉爾（英語：Pilar）是位於美國新墨西哥州陶斯縣的非建制地區。

## 歷史
皮拉爾的郵局於1918年設立，其後於1921年停運。

## 地理
皮拉爾所處的海拔為高於海平面1847米（即6060英呎），而該地所採用的時區為UTC-7，即北美山地时区（MST）。同時該地設有夏令時間，為UTC-7調快一小時，即UTC-6（MDT）。